# Malcolm Smith (motocycliste)
Pour les articles homonymes, voir Malcolm Smith.
Malcolm Smith, né le 9 mars 1941 sur l'île Saltspring (Colombie-Britannique, Canada) et mort le 26 novembre 2024 à Riverside (Californie), est un motard et un pilote automobile tout-terrain canado-américain devenu homme d’affaires.

## Biographie

### Carrière
Malcolm Smith a couru pour la première fois en 1956 avec une moto Matchless 1949 de 500 cm3. Plus tard, il a été associé aux motos Husqvarna. Sa renommée a grandi en remportant des courses dans les années 1960 et 1970. Il a remporté huit médailles d'or entre 1966 et 1976 au Concours International des Six Jours. Cette épreuve, sorte de Jeux olympiques des motos tout-terrain, est la plus ancienne compétition annuelle sanctionnée par la FIM depuis 1913.
Il fut six fois vainqueur de la Baja 1000, trois fois en moto et trois fois en voiture; quatre fois vainqueur de la Baja 500 (en) ; a remporté deux fois le Mint 400 (en) au Nevada et le Roof of Africa Rallye ; a participé deux fois au rallye Paris Dakar dont l'édition 1988 où il termine à la 4e place, ; et a été le grand vainqueur du rallye de l'Atlas dans les montagnes du Maroc.
Après sa carrière de pilote, Malcolm Smith a commencé à développer des outils et des équipements d'équitation. Malcolm Smith Gold Medal Products devint plus tard Malcolm Smith Racing (plus tard MSR). MSR a finalement été acheté par Tucker Rocky Distributing. Il devient ensuite propriétaire d'une concession de sports automobiles à Riverside en Californie avec sa femme Joyce et deux de ses quatre enfants, ses filles Ashley et Alexandria.
Malcolm Smith a été intronisé au Temple de la renommée du sport automobile hors route en 1978, au Temple de la renommée du sport automobile d'Amérique en 1996, et au Temple de la renommée de la moto en 1998,.

### Film sur la compétition moto
Le talent de Malcolm Smith sur deux-roues lui a valu un rôle principal dans le documentaire classique de Bruce Brown sur la moto, On Any Sunday, aux côtés de la légende de l'écran Steve McQueen et du grand champion national de l'American Motorcyclist Association, Mert Lawwill. Le film a été nommé pour un Oscar en 1972 pour le meilleur film documentaire.
Il a continué à apparaître dans des films, dont Naturally Free (1975), Dirt (1979) et On Any Sunday II (1981). Récemment, Malcolm a été présenté dans le documentaire 2005 Baja 1000, Dust to Glory, avec Mario Andretti et Robby Gordon.

### Hors des pistes
En 2000, Malcolm Smith a créé une fondation à but non lucratif dédiée au Mexique. Chaque année, Smith organise une course caritative de six jours pour collecter des fonds pour ses écoles et ses orphelinats. Il a été marié trois fois et a quatre enfants.
Malcolm Smith meurt le 26 novembre 2024 à l’âge de 83 ans, à Riverside (Californie).